# Feruz Sayidov
Feruz Sayidov (7 de octubre de 1987) es un deportista uzbeko que compitió en judo adaptado. Ganó dos medallas en los Juegos Paralímpicos de Verano, bronce en Río de Janeiro 2016 y oro en Tokio 2020.

## Palmarés internacional
| Juegos Paralímpicos | Juegos Paralímpicos     | Juegos Paralímpicos | Juegos Paralímpicos |
| Año                 | Lugar                   | Medalla             | Categoría           |
| ------------------- | ----------------------- | ------------------- | ------------------- |
| 2016                | Río de Janeiro (Brasil) | Medalla de bronce   | –73 kg              |
| 2020                | Tokio (Japón)           | Medalla de oro      | –73 kg              |